# Andrea Ferrero
Andrea Ferrero (Bianzè, 18 novembre 1903 – Roma, 10 giugno 1996) è stato un diplomatico italiano.
È stato ambasciatore d'Italia in Uruguay, Cecoslovacchia e Thailandia.

## Biografia
Andrea Ferrero nacque a Bianzè (Vercelli) il 18 novembre 1903 e si laureò in Giurisprudenza all'Università di Torino nel 1926. 
Entrò in carriera diplomatica nel 1928 in seguito a concorso. Prestò servizio a Washington (1932-1933), a Pittsburg (1935-1936), a New York (1936-1938) come Console aggiunto, a Mosca  (1938-1941) e ad Atene (1941-1943).
Ferrero prese servizio all'Ambasciata d'Italia a Londra come Secondo Segretario il 17 gennaio del 1945, mentre la guerra era ancora in corso e con l’Italia diventata cobelligerante. Si occupò del rimpatrio dei prigionieri di guerra italiani e rimase a Londra fino al 1947. Successivamente fu Consigliere all'Ambasciata d'Italia a Il Cairo dal 1950 al 1954 dove, nel 1952, svolse le funzioni di Incaricato d'Affari ad interim in seguito all'improvvisa scomparsa dell'Amb. Renato Prunas il 25 dicembre 1951.
Nel 1954-1955 fu Console Generale a Ginevra e Delegato italiano alle Nazioni Unite a Ginevra.
Dal 1955 al 1958 fu direttore generale aggiunto del Personale al Ministero degli affari esteri. Il 2 dicembre 1958 Ferrero divenne Ambasciatore d'Italia in Uruguay e mantenne la carica fino al 1962. Fu Ambasciatore d'Italia in Cecoslovacchia dal settembre 1962 all'aprile 1964. Dal 1965 al 1968 fu Ambasciatore d'Italia in Thailandia.
Il 1 dicembre 1968 cessa dal servizio diplomatico per raggiunti limiti di età.
Morì a Roma il 10 giugno 1996.

## Opere
- Andrea Ferrero, Episodi diplomatici. (Chicago, 1933, Atene,1942) (PDF), a cura di Stefano Baldi, collana Quaderni della Collana Memorie e Studi diplomatici n.2, 2023.